# 手束真知子
手束 真知子（てづか まちこ、本名同じ、1986年〈昭和61年〉2月25日 - ）は、日本のグラビアアイドル、タレント、実業家。女性アイドルグループSKE48およびSDN48にかつて参加した。
旧芸名は原田 桜怜（はらだ おうれい）、前田 栄子（まえだ えいこ）。兵庫県加古川市出身で、所属事務所をフィットワン、AKS、フリーランスと転籍した。

## 略歴
- 16歳でデビューし、17歳で事務所に入り、原田桜怜と改名[3]する。2004年にミスマガジン2004「ミスヤングマガジン」を受賞[1]する。一時期ミスマガジンのフットサルチームにも所属した。
- 2007年3月31日付けでGIRLS' RECORDから契約解除が発表された。
- 2008年5月13日に行われた『メタルギア ソリッド 4 ガンズ・オブ・ザ・パトリオット』完成披露記者発表会のリポーターで活動を再開し、4月29日からブログ「桜怜ブログ」を開始した。
- 2008年12月25日にウェザーニューズの近畿地区キャスターオーディションの会員投票で2位となる。2009年1月1日から4月30日まで携帯電話動画サイト『おは天』に出演予定だったが、任期満了を待たずに4月13日付で卒業し、ブログも4月14日付で閉鎖した。
- 2009年3月29日に「前田栄子」と改名[5]し、『SKE48第二期メンバーオーディション』に合格する。
- 2009年4月25日に『「神公演予定」* 諸般の事情により、神公演にならない場合もありますので、ご了承ください。』でチームKIIとして初お披露目する。
- 2009年11月29日にSKE48を卒業し、12月1日からSDN48のメンバーとなり、SKE48として唯一のSDN48移籍者となる。芸名を本名の「手束真知子」に戻した[6]。
- 2010年5月15日にSDN48のアンダーから正規メンバーへ昇格した。
- 2012年3月31日にNHKホールで行われた『SDN48 コンサート「NEXT ENCORE」 in NHKホール』でSDN48を卒業する。
- 2015年10月3日に自らオーナー兼プロデューサーを務めるコンセプトカフェ「発掘!グラドル文化祭」を、千代田区外神田で開店する[7]。
- 2019年8月1日に秋葉原のAKB48劇場で開催されたSDN48結成10年記念「誘惑のガーター」特別公演に出演した。
- 2024年5月11日、経営する「発掘!グラドル文化祭」が9年目にして営業内容が風営法許可が必要だったものとされ検挙されるも2024年6月14日〜カフェ&バー営業で営業再開。

## 人物
- 原田桜怜時代のスリーサイズはB97・W60・H88。サイズはJカップ[8]。
- 姉が1人、兄が1人いる[9]。
- 競馬ファンで個人的に着順も予想する。2011年に『ダービーWeek』のイメージキャラクターに、同じく競馬ファンである近藤さや香や津田麻莉奈とともに選ばれた。2012年8月に一口馬主となる。毎週日曜月曜にスマホアプリ「デイリー馬三郎」内でコラム「手束真知子のドキドキGカップ予想」で競馬予想している。
- 2016年現在は現役グラドル経営者として秋葉原「発掘！グラドル文化祭」の経営や日刊SPA!にてコラム「フリーランスアイドル論」を執筆するなどして支持を受けている。

## SDN48・SKE48在籍時の参加曲

### シングルCD選抜曲
- 「GAGAGA」に収録
  - 孤独なランナー
  - 佐渡へ渡る - アンダーガールズB名義
- 「愛、チュセヨ」に収録
  - 天国のドアは3回目のベルで開く - アンダーガールズA名義
- 「MIN・MIN・MIN」に収録
  - アバズレ - アンダーガールズB名義
- 「口説きながら麻布十番 duet with みの もんた」に収録
  - やりたがり屋さん - アンダーガールズチームG名義
- 「負け惜しみコングラチュレーション」に収録
  - 上からナツコ - アンダーガールズA名義
  - 終わらないアンコール

### 劇場公演ユニット曲
SKE48 チームKII 1st Stage「会いたかった」公演
- 涙の湘南
- 恋のPLAN
- リオの革命

## 作品

### 映像作品
原田桜怜名義
- J（2004年6月25日、ジャパンホームビデオ）
- ミスマガジン2004 原田桜怜（2004年10月21日、バップ）
- JUMBO（2005年5月20日、竹書房）
- 豊麗（2005年8月26日、ジャパンホームビデオ）
- Glamorous Journey（2005年11月25日、フォーサイド・ドット・コム）
- オーレイ∞無限大（2006年5月20日、ラインコミュニケーションズ）
- Beauty Heroine（2006年8月25日、フォーサイド・ドット・コム）
- Carnival（2006年11月24日、フォーサイド・ドット・コム）
- With you 原田桜怜（2007年3月31日、BNS）

手束真知子名義
- 軌道修正 〜ノーギャラ 手束真知子（2018年2月28日、グラッソ）
- 待ちこがれて（2019年9月27日、グラッソ）
- Mature（2020年2月28日、グラッソ）
- キワドい（2020年12月18日、スパイスビジュアル）
- 色っぽい（2021年4月30日、スパイスビジュアル）
- 20 ～デビュー20周年記念スペシャル～ （2022年6月29日、スパイスビジュアル）[10]

## 出演

### テレビ
- ミンナのテレビ（2005年4月13日 - 9月28日、日本テレビ）
- グラビアの美少女（MONDO21）
- すっぽんの女たち（2010年7月14日・28日 - 8月11日、テレビ朝日）
- イチオシ大予想TV「馬キュン!」（2013年2月2日 - 、BSフジ） - 準レギュラー

### ラジオ
- よしもとオンライン大阪 よしもと○○同好会（2009年11月、MBSラジオ） - 月曜日11月アシスタント。

### ウェブテレビ
- 全日本女子パリピ選手権（2018年5月12日 - 13日、AbemaTV） - 元48パリピ神4軍団

## 書籍

### 写真集
- VANILLA au lait（2004年3月25日、音楽専科社、撮影：木村智哉）ISBN 4872791509
- 珠玉（2006年4月24日、彩文館出版、撮影：加納典譲）ISBN 477560127X
- 月刊 手束真知子（2013年6月1日、月刊デジタルファクトリー、撮影：松井康一郎）
- たおやめ（2015年10月7日、双葉社、撮影：笠井爾示）ISBN 978-4575309485

### デジタルコンテンツ
- 月刊 手束真知子×松井康一郎 vol.01 DIGITAL BOOK（2013年5月13日、Mファクトリー）